# Estigarde
Estigarde település Franciaországban, Landes megyében. Lakosainak száma 96 fő (2022. január 1.). Estigarde Créon-d’Armagnac, Herré, Losse, Saint-Julien-d’Armagnac, Vielle-Soubiran és Saint-Justin községekkel határos.

## Népesség
A település népességének változása:
| Lakosok száma | 98   | 93   | 93   | 72   | 105  | 123  | 121  | 104  | 103  | 96   |
|               | 1968 | 1982 | 1990 | 2006 | 2013 | 2015 | 2017 | 2019 | 2020 | 2022 |